# 東諫早駅
東諫早駅（ひがしいさはやえき）は、長崎県諫早市福田町にある、九州旅客鉄道（JR九州）長崎本線の駅である。

## 歴史
- 1934年（昭和9年）3月24日：鉄道省が開設[2]。
- 1962年（昭和37年）2月15日：貨物取扱廃止[2]。
- 1972年（昭和47年）2月10日：荷物扱い廃止[2][3]。無人駅化[4]。
- 1987年（昭和62年）4月1日：国鉄分割民営化によりJR九州が継承[2]。
- 1990年（平成2年）3月1日：諫早方面に約250m移転し、交換設備設置（2面2線化）[1][5]。
- 2022年（令和4年）9月23日：当駅を含め、肥前浜駅 - 長崎駅間が非電化となる。
- 2025年（令和7年）7月1日：交換設備を廃止[6]。

## 駅構造

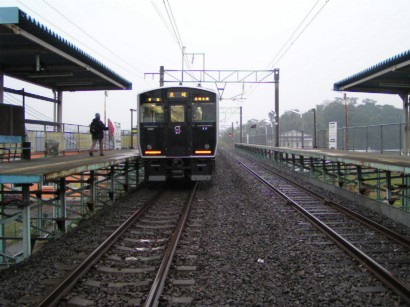
駅構内（2005年3月）

有効長90mの相対式ホーム2面2線を有する地上駅。無人駅で駅舎は無い。線路は築堤上にあるため、上り線側（2番のりば）へは構内踏切で連絡する。
下り線を直線とした1線スルー配線となっている。普通列車は行違い・追越の無い場合には原則として出入口のある下り線（1番のりば）に入線する。ホームは2022年9月22日まで入線していた817系電車対応として2両分が嵩上げされている。
2022年9月23日以降は2番のりばを発着する列車の設定は無く、2番線の出発信号機と場内信号機は使用停止された。2025年7月1日に当駅の2番のりばは廃止され、1面1線に棒線化された。

### のりば
| のりば | 路線      | 方向 | 行先           |
| ------ | --------- | ---- | -------------- |
| 1      | ■長崎本線 | 下り | 諫早・長崎方面 |
| 1      | ■長崎本線 | 上り | 江北方面       |

## 利用状況
- 2016年度の1日平均乗車人員は95人である[8]。
- 2017年度分から非公表。

| 乗車人員推移 | 乗車人員推移 |
| 年度         | 1日平均人数  |
| ------------ | ------------ |
| 2000         | 160          |
| 2001         | 156          |
| 2002         | 147          |
| 2003         | 121          |
| 2004         | 122          |
| 2005         | 118          |
| 2006         | 116          |
| 2007         | 115          |
| 2008         | 116          |
| 2009         | 126          |
| 2010         | 115          |
| 2011         | 128          |
| 2012         | 124          |
| 2013         | 116          |
| 2014         | 113          |
| 2015         | 102          |
| 2016         | 95           |

## 駅周辺
- 国道207号
- auショップ東諫早店
- 不二家長崎諫早店
- 十八親和銀行東諫早支店
- ヤマダデンキテックランド諫早店（徒歩15分）
- 長崎県交通局（県営バス）中山入口停留所（徒歩3分）、東諌早停留所（徒歩4分）。

## 隣の駅
九州旅客鉄道（JR九州）
■長崎本線
肥前長田駅 - 東諫早駅 - 諫早駅